# 由谷敬吉

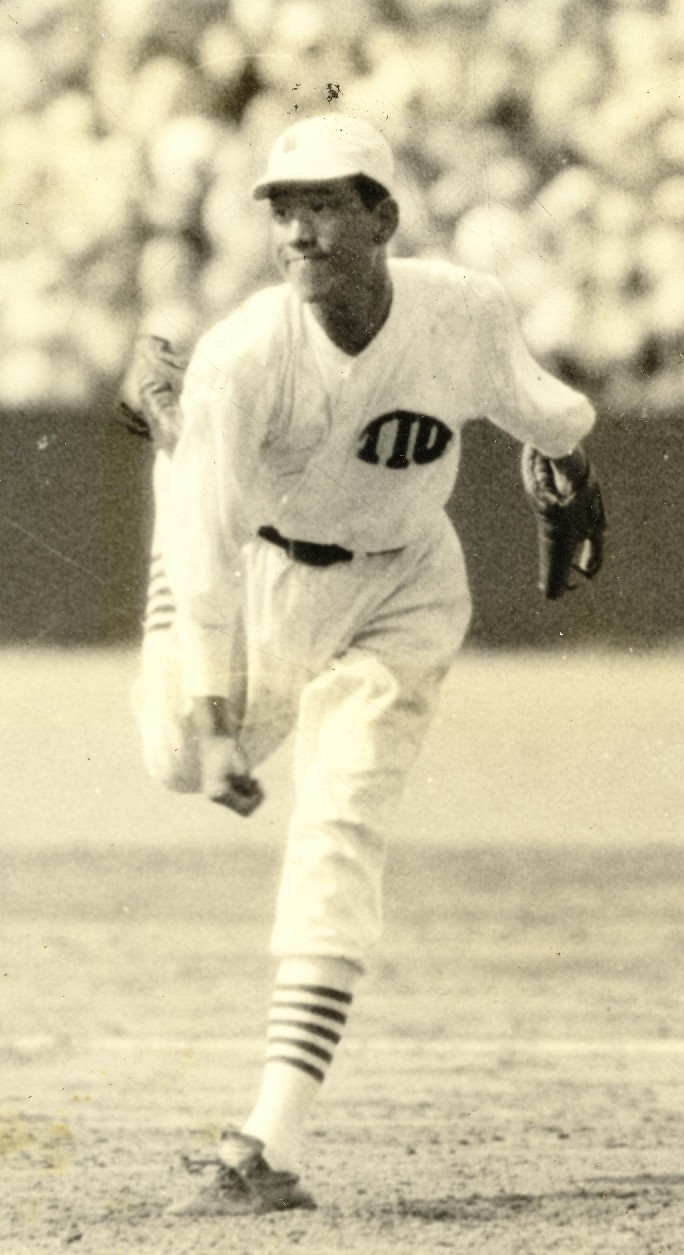
1938年頃、東京帝大時代の由谷

由谷 敬吉（ゆたに けいきち、1916年（大正5年）1月 - 1943年（昭和18年）11月26日）は、日本のアマチュア野球選手。東武雄や梶原英夫と並んで、東京大学野球部史上の「名投手三羽烏」と呼ばれる人物の一人。1943年11月26日満州興山で戦死。野球殿堂博物館の「戦没野球人モニュメント」に刻まれている。
鳥取県鳥取市出身。元衆議院議員の由谷義治は叔父。

## 生い立ち
鳥取市川端4丁目で呉服太物商を営む由谷節・ことの四男として出生。旧制鳥取県立鳥取第一中学校（現・鳥取県立鳥取西高等学校）を卒業後、東京府立第一中学校補習科での浪人を経て、旧制第一高等学校入学。1937年東京帝国大学法学部入学、帝大野球部で活躍。

## 東京六大学野球
夕刊フジ1972年2月1日-3日に野球評論家近藤唯之により連載された「プロフェッショナル」のコラムに、由谷敬吉のことが紹介されているので一部抜粋する。
広瀬謙三編集（公式記録員第1号）1957年10月10日発行「日本の野球発達史」によると「名投手三羽烏」の戦績は東武雄15勝36敗4分け、梶原英夫4勝14敗、由谷敬吉4勝25敗6分け（但し5勝21敗とも）。帝大は1925年5月1日駒沢球場での対明大1回戦で6-3で負けて以来、太平洋戦争で東京六大学野球が解散する1942年10月25日、神宮球場での対法大1回戦に6-0で負けるまで引き分けを除いて62勝268敗実に勝率1割8分8厘しか残していない。こういう背景の中で3人は投げたのだから「名投手」と言われながら負け数が多いのは仕方が無い。特に由谷敬吉が投げたときの1937年-1939年3年間の帝大の平均打率は1割8分6厘と六大学中最下位であった。
由谷のまじめな性格を示すエピソードがある。1934年8月19日西京極球場で行われた第28回一高対三高定期戦で一高は19対0で勝った。別表のスコアでも分かるように、一高は3回終了時点で14点をいれ99%勝ちをものにした。しかし由谷は手を抜かない。1953年4月1日発行「一高三高野球戦史」によると次のようになる。▽4回表（三高）5番中村治夫一塁手、6番藤末尚捕手、7番池垣吉幸二塁手、三者枕を並べて三振にたおさる。▽8回表（三高）4番円尾松太郎投ゴロ、5番中村三ゴロ、6番藤末三振。▽9回表（三高）7番池垣二ゴロ、8番福田正一右翼手、9番上野静男三塁手代打某（実名は書いていない）ともに三振にてゲームセット。要するに19点の得点を背にしながら、由谷は最後の代打某にいたるまで汗水たらして投げていたのである。
　＜第28回定期戦＞  
　　　　　　　三高 000 000 000｜ 0  
　　　　　　　一高 455 100 31X｜19

## 戦死
1940年（昭和15年）に東京帝国大学卒業後、日本興業銀行に入行したが同行に勤務中陸軍少尉として応召、1943年11月26日満州興山で戦死した。28歳。

## 名投手三羽烏
由谷は、東武雄・梶原英夫と並んで帝大野球部の名投手三羽烏と呼ばれている。3人とも右ピッチャーであり、身長はそれぞれ181cm、178cm、180cmと当時の東京六大学野球ではずば抜けて背が高かった。帝大が勝率が極めて低い時代に、由谷4勝25敗6分け、東15勝36敗4分け、梶原4勝14敗と立派な戦績を残している。
そして3人とも太平洋戦争で応召されて、戦死ないし戦病死している。東はフィリピン、ミンダナオ島タロモにあった太田興業に勤務、更に海軍嘱託として現地で軍服を着たが、戦争の終わった1945年11月2日ミンダナオ島ダバオ州にあるダリアオン収容所で病死（享年44）。梶原は住友金属に勤務、陸軍少尉として北支に渡ったが1943年夏胸部疾患のため大阪陸軍病院へ還送後、同病院で戦病死した（享年32）。